# Niels Rudolph Juel
 Ikke at forveksle med Niels Rudolf Juel.
Niels Rudolph Juel (7. april 1830 i København – 13. september 1878 på Viktoria Hotel, Hamborg) var en dansk godsejer, bror til Knud Frederik Juel og far til Rudolf Juel.
Han var søn af Hans Juel og Amalie Christiane von Krogh, tog filosofikum, overtog Broløkke 1868 og arvede Stamhuset Hverringe 1875. Han var kammerherre og hofjægermester.
Juel ægtede 20. oktober 1858 i Sankt Knuds Kirke Marie Frederikke Rudolphine Amalie baronesse Wedell-Wedellsborg (2. marts 1834 i Odense - 16. juni 1905 på Fjellerup Østergård), datter af baron, general Joachim Wedell-Wedellsborg.
Han er begravet i slægtens gravkapel i Viby Kirke.